# Xena, la guerrière
Xena, la guerrière (Xena: Warrior Princess) est une série télévisée américaine et néo-zélandaise en 134 épisodes de 42 minutes créée par les réalisateurs et producteurs Robert Tapert et John Schulian, avec l'aide des producteurs Sam Raimi et R. J. Stewart. Elle fut produite par Pacific Renaissance Pictures Ltd., dont les propriétaires sont Robert Tapert et Sam Raimi, réalisateur de la série et distribuée par Universal Pictures. Elle a été diffusée entre le 4 septembre 1995 et le 18 juin 2001 en syndication. Il s'agit d'une série dérivée d’Hercule.
L'idée est venue de Xena, un personnage secondaire dans la première saison de la série Hercule. Tournée en Nouvelle-Zélande, cette série est une coproduction entre ce pays et les États-Unis.
En France, la série a été diffusée à partir du 2 novembre 1996 sur TF1, TF6 puis Syfy, NRJ 12 et Gulli ; en Suisse sur TSR1 ; en Belgique sur AB3, RTL-TVI, AB4 et Plug RTL ; et au Québec à partir du 6 septembre 1998 sur le réseau TQS.

## Résumé
Xena, la princesse guerrière est une série d'aventures qui mêle histoire et mythologie et se déroule essentiellement dans la Grèce antique, mais qui s'autorise de multiples libertés à l'égard de la localisation temporelle. Les protagonistes voyagent aussi bien dans des lieux comme la Scandinavie, la Chine, l'Inde ou l'Égypte.
La série, qui se déroule pendant la période de la Grèce antique, suit les aventures de Xena (Lucy Lawless) et Gabrielle (Renée O'Connor), dans leur quête de justice et de rédemption pour Xena avec diverses péripéties parfois liées à la mythologie. Le personnage de Xena a été inspiré par la reine Amina de Zaria.
La série relate les aventures de la guerrière Xena qui, après plusieurs années passées en redoutable chef de guerre, décide de se racheter de son passé à la suite de sa rencontre avec le héros Hercule (Kevin Sorbo),. À partir de ce moment, Xena fera tout son possible pour lutter pour le bien et la paix, en se battant contre des guerriers impitoyables, des dieux, des démons et même avec la mort. Pour cela, elle se déplace en compagnie de Gabrielle le barde qui deviendra sa plus fidèle amie dans tous ses voyages. L'histoire de Gabrielle, dont le personnage va évoluer tout au long de la série, passant d'une paysanne innocente à une guerrière puissante, est considérée comme une trame aussi importante que la rédemption de Xena.
En plus de Xena et Gabrielle, la série est aussi jouée par une ample variété de personnages secondaires, en incluant des ennemis comme Arès (Kevin Smith), Alti (Claire Stansfield), ou Callisto (Hudson Leick) et de bons amis comme Salmoneus (Robert Trebor), Autolycos (Bruce Campbell), Eli (Timothy Omundson) ou Joxer (Ted Raimi).

## Distribution

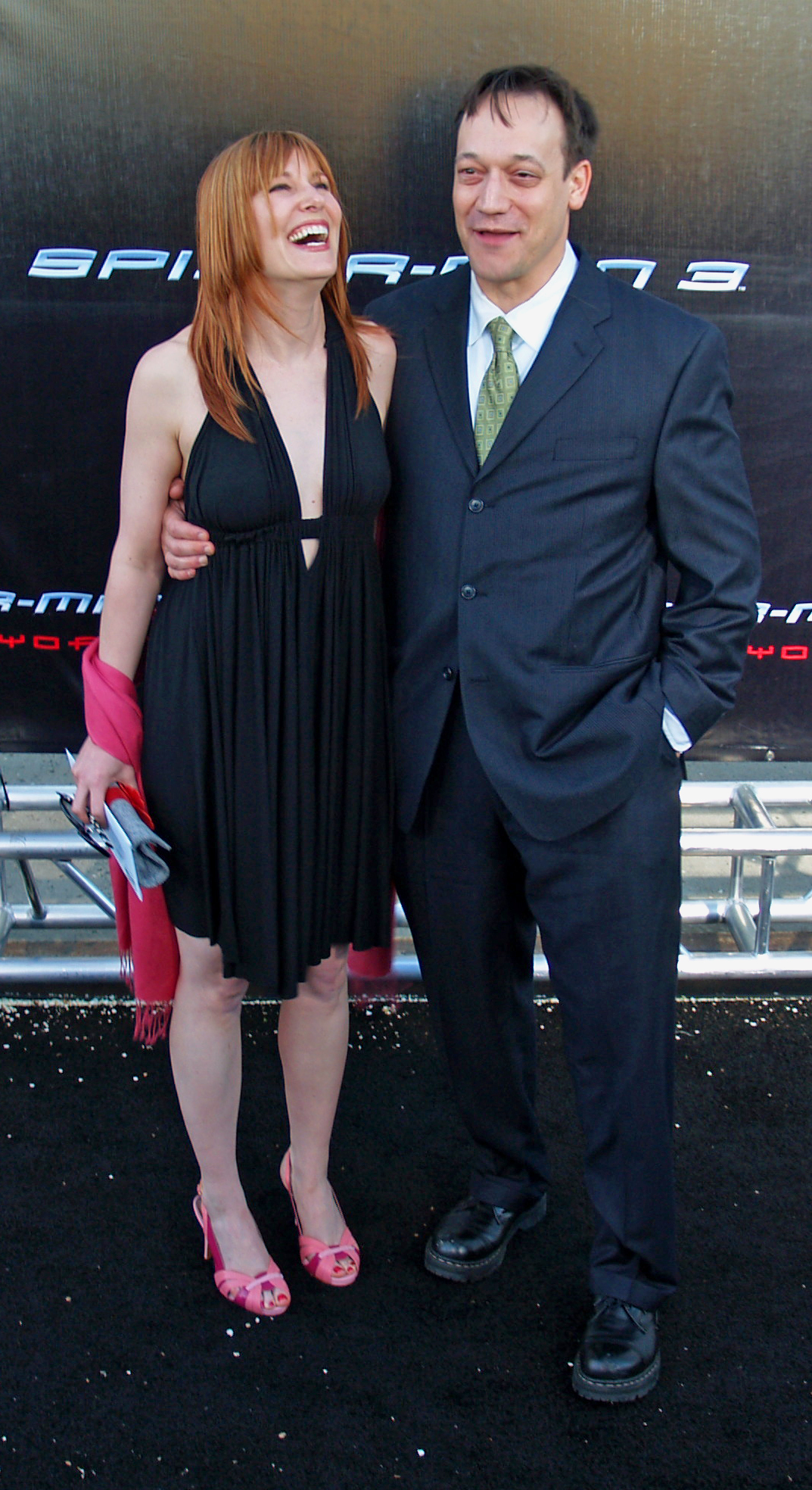
Ted Raimi (à droite) au côté de Suzanne Keilly en avril 2007. L'acteur incarne Joxer, le meilleur ami de Xena et de Gabrielle.

Plusieurs personnages de la série apparaissent également dans la série Hercule.

### Personnages principaux
- Lucy Lawless (VF : Denise Metmer) : Xena
- Renée O'Connor (VF : Marie-Laure Dougnac) : Gabrielle (récurrente saison 1),

### Personnages secondaires
- Le narrateur (VF : Patrick Floersheim)
- Ted Raimi (VF : Emmanuel Karsen) : Joxer (1996-2000), Jett, Jace, Jack Kleinman, Harry O'Casey
- Kevin Smith (VF : Thierry Mercier) : Arès
- Bruce Campbell (VF : Vincent Violette) : Autolycos
- Jennifer Sky (VF : Brigitte Virtudes) : Amarice
- Alexandra Tydings (VF : Martine Irzenski) : Aphrodite
- Paris Jefferson (pt) (VF : Francine Lainé) : Athena
- Claire Stansfield (VF : Marie Lenoir) : Alti
- Marton Csokas (VF : Thierry Ragueneau) : Borias
- Grant Triplow et David Franklin (en) (VF : Christian Vadim) : Marcus Junius Brutus
- Hudson Leick (VF : Corinne Le Poulain) : Callisto
- Karl Urban (VF : Antoine Nouel) : Jules César, Cupidon, Maël, Gor
- Darien Takle (pt) (VF : Tania Torrens (saisons 1 à 3) puis Danielle Volle (saison 4) puis  Michèle André (saisons 5 et 6)) : Cyrène
- Lucy Lawless : la princesse Diana, Meg, la prêtresse Lea, Melinda Pappas, Annie Day
- Renée O'Connor : Janis Covington, Hope, Mattie Merrill
- Meighan Desmond (en) (VF : Ivana Coppola) : Discorde
- Timothy Omundson (VF : Arnaud Arbessier) : Eli
- Danielle Cormack (VF : Céline Duhamel) : Ephiny
- Adrienne Wilkinson (VF : Dolly Vanden) : Eve
- Erik Thomson (en) (saisons 1-4) et Stephen Lovatt (en) (saison 5) (VF : Emmanuel Curtil puis Joël Martineau) : Hadès
- Kevin Sorbo : Hercule
- Amy Morrison (en) et Renée O'Connor : Hope
- Michael Hurst : Iolas, Charon, Nigel
- Jacqueline Kim (en) : Lao Ma
- Jeremy Callaghan (en) : Pompée le Grand
- Robert Trebor (VF : Michel Prudhomme) : Salmoneus, Marco
- David Joel Taylor (pt) et Nicko Vella : Solan
- William Gregory Lee (VF : Thierry Monfray) : Virgile
- Victoria Pratt : Cyane

 Source et légende : version française (VF) sur RS Doublage

## Fiche technique

### Générique
Xena, la princesse guerrière a bénéficié de deux génériques différents lors de sa diffusion. Le premier a été utilisé au cours des cinq premières saisons, et le second, au cours de la sixième et dernière saison. Le générique de la série est accompagnée par de la musique de fond et un animateur dit en voix off le texte suivant :
dans la version française

« À l'époque des Dieux de la mythologie, des Seigneurs de la guerre et des Rois de légende, un pays en plein désordre demandait un héros. Alors survint Xena, une prestigieuse princesse issue du cœur des batailles. Combat. Passion. Danger. Par son courage, Xena changera la face du monde. »

dans la version originale
« In a time of ancient Gods, Warlords and Kings, a land in turmoil cried out for a hero. She was Xena, a mighty princess forged in the heat of battle. The power. The passion. The danger. Her courage will change the world. »

### Genre

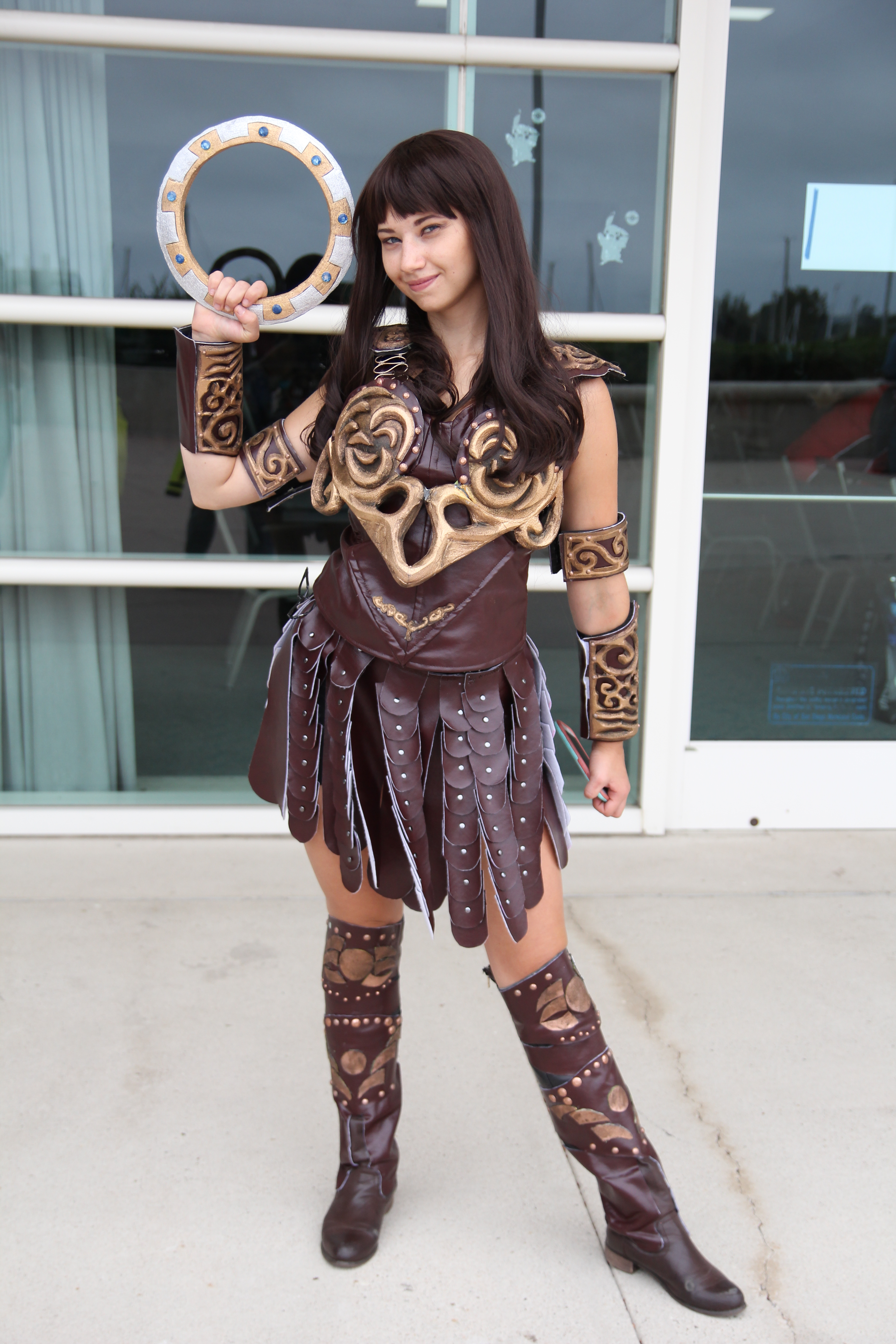
Une de la série arborant un cosplay de Xena la guerrière lors de la Comic-Con International à San Diego (États-Unis) en 2018.

La série est un mélange de styles, allant de très mélodramatique dans un épisode à du slapstick dans un autre, de curieux à type film d'action et film d'aventures dans un autre. 

### Tournage
Xena, princesse guerrière a été tournée en Nouvelle-Zélande, dans des zones naturelles et dans des décors de la zone d'Auckland. Certains endroits sont confidentiels, mais de nombreuses scènes ont été enregistrées dans des endroits tels que le Parc régional de Waitakere Ranges, une partie du parc régional d'Auckland souvent crédité à la fin des épisodes.

### Musique
- La musique de la série, composée par Joseph LoDuca[5], est basée sur la chanson traditionnelle bulgare « Kaval Sviri » et est chantée par Le Mystère Des Voix Bulgares.
- L'original « Kaval Sviri » peut être entendu dans quelques épisodes de la série, quand une bataille se déroule, ainsi que dans les épisodes de Hercule dans lesquels Xena apparaît. Joseph LoDuca a également coécrit avec Dennis Spiegel les paroles des chansons de l'épisode Amertume, pour lesquelles il a reçu une nomination aux Emmy Awards en 2000[10].

### Doublage français
- Le doublage et la traduction ont en partie gommé la relation ambiguë entre les deux héroïnes. Les « Je t'aime » qu'elles se disent dans certains épisodes de la série ont été remplacés par des phrases ayant un sens beaucoup moins appuyé. Les dernières saisons cependant disposent d'un doublage plus fidèle à la version originale, y compris en ce qui concerne l'ambiguïté de la relation entre les héroïnes.
- Argo, le cheval de Xena, est une jument dans la version anglaise et un mâle dans la version française et certains personnages de la mythologie grecque ont été mal traduits par les traducteurs de la version française.

### Thèmes abordés
- La série prend des libertés avec les noms et les thèmes de diverses mythologies du monde entier, principalement de la Grèce antique, en les adaptant pour répondre aux exigences de l'intrigue.
- Les personnages, mythes et événements historiques de différentes époques sont au cœur de la série et le scénario attribue le mérite de la résolution des conflits historiques majeurs aux personnages principaux. Par exemple, dans la série, Xéna et Gabrielle rencontrent Homère avant qu'il ne devienne célèbre. Gabrielle l'encourage à raconter des histoires. La chute de Troie, la capture de Jules César par des pirates avec Xena comme meneuse, et la boîte de Pandore. Ce mélange étrange et cette fusion d'éléments mythologiques a alimenté la trame de la série jusqu'à devenir une série incontournable à la fin des années 1990 et du début des années 2000.
- La série a commencé à avoir un groupe important de fans, grâce à Internet, qui débattaient et argumentaient sur la série.
- Des milliers de fanfictions reprenant les personnages de la série ont été publiées en ligne au fil des années. Lors de la dernière saison les producteurs ont même demandé à l'une des auteures de fanfictions de Xena les plus lues, Melissa Good, d'écrire les scénarios de deux épisodes. Après la fin de la série télévisée, et pendant plusieurs années, différents groupes de fans ont publié sur Internet des épisodes écrits et parfois illustrés au sein de « Saisons Virtuelles » poursuivant les aventures de Xena et Gabrielle.
- De nos jours, la série continue de conserver une base de fans très importante dans le monde entier, des conventions sont même organisées une fois par an aux États-Unis en présence des acteurs et actrices.

### Calligraphie grecque
Comme la série se déroule dans la Grèce antique, de nombreux exemples de la calligraphie grecque y sont présents. Dans les parchemins de Gabrielle de l'épisode Un jour dans la vie (saison 2, épisode 15), l'épisode est divisé en chapitres dont les titres apparaissent dans un texte écrit en grec ancien comme συμφωνώντας (en s'éveillant).

## Influences sur la communauté lesbienne
La série est devenue très populaire dans la communauté lesbienne en raison de la relation ambiguë entre les deux héroïnes, entretenue par les scénaristes (et les actrices) dès la deuxième saison, mais surtout dans les trois dernières. Avec les allusions et dialogues « entre les lignes » (subtext en anglais), cette série est aujourd'hui encore une « référence culte » pour la communauté lesbienne,,.

## Récompenses
- Emmy Awards: "Outstanding Music Composition for a Series"
- ASCAP Film and Television Music Awards: 5 prix Top TV Series
- Academy of Science Fiction, Fantasy and Horror Film a: Best Genre TV Actress (Lucy Lawless)
- New Zealand Film and TV Awards : Best Contribution to Design

## DVD en France
Les 6 saisons sont sorties à l'unité chez Universal Pictures France. Chaque saison est présentée dans un fourreau cartonné et comporte 6 DVD répartis dans 3 doubles boitiers de type « slim case ». Les épisodes sont disponibles en version française et en version originale, avec des sous-titres disponibles en français. Les éditions françaises ne comportent pas de bonus (interviews, commentaires audio et vidéo, bêtisiers, galeries de photos, CD-ROM, etc) contrairement aux premières éditions DVD publiées aux États-Unis et à certaines éditions européennes.
- La saison 1 est sortie le 22 juillet 2008.
- La saison 2 est sortie le 24 février 2009.
- La saison 3 est sortie le 23 juin 2009.
- La saison 4 est sortie le 27 octobre 2009.
- La saison 5 est sortie le 23 mars 2010.
- La saison 6 est sortie le 27 juillet 2010.
- Les 6 saisons sont regroupées dans un coffret intégrale publié le 12 octobre 2010. La présentation sous forme d'un fourreau par saison reste inchangée.
- Les 6 saisons sont rééditées individuellement sous forme de boitiers plastifiés de 6 DVD. Ceux-ci reprennent le visuel extérieur des premières éditions, mais sans les photos intérieures qui figuraient sur les boitiers « slim case ».
- L'intégrale est rééditée une première fois le 6 octobre 2015 dans un petit coffret cartonné. Celui-ci fait partie de la collection « vintage » de l'éditeur proposant plusieurs séries à prix modiques et visuels assortis. Le coffret contient une unique « tour » cylindrique dans laquelle sont empilés tous les DVD.
- L'intégrale de la série est rééditée une seconde fois en 2019 sous la forme d'un boitier unique plastifié présentant un nouveau visuel et contenant les 36 DVD. Comme pour les précédentes rééditions seul l'emballage a été modifié, le contenu des DVD restant inchangé.

## Cross-overet clins d'œil
- Voici la liste des épisodes où Xena et Gabrielle apparaissent dans la série Hercule :
  - Saison 1, épisode 11 : Xena, la guerrière (Xena, Warior Princess) (uniquement Xena)
  - Saison 1, épisode 12 : Le Rituel (The Gauntlet) (uniquement Xena)
  - Saison 1, épisode 13 : L'Immortel (Unchained Heart) (uniquement Xena)
  - Saison 3, épisode 15 : Le Jour du Jugement (Judgement Day)
  - Saison 4, épisode 5 : Un monde étrange (Stranger in a Strange World)
  - Saison 4, épisode 14 : Armageddon 2/2 (Armageddon Now 2/2)
- Xena, doublée par Lucy Lawless en VO, apparaît dans le quatrième épisode de la saison 11 de la série Les Simpson.
- Dans le sixième épisode de la saison 2 de Buffy contre les vampires, Willow fait une référence à la série, en disant que Buffy aurait dû prendre son déguisement.
- D'autres clins d'œil sont faits dans d'autres séries ou films telles que :

- Amy
- Ash vs. Evil Dead
- Angel
- Big trouble
- Bones
- Carolina
- Caroline in the City
- Charmed
- Chérie, j'ai rétréci les gosses
- Clueless
- Colombiana
- Corner Gas
- Cosby Show
- Damon
- Daria
- Dark Angel
- Desperate Housewives
- Des jours et des vies
- Détour mortel 2
- Dexter
- DownTown
- Earl
- Ellen
- Frasier
- Fusion
- Futurama
- George de la jungle 2
- Grimm
- Hang Time
- Hex
- Homicide
- Incorrigible Cory
- Invisible Man
- La Force du destin
- La Guerre des Stevens
- La Vie avant tout
- Le Caméléon
- Le Drew Carey Show
- Le Flic de Shanghaï
- Les Dessous de Palm Beach
- Les Experts
- Les Oblong
- Les Simpson
- Life with Bonnie
- Malcolm and Eddie
- Minus et Cortex
- Moesha
- Mon ex, mon coloc et moi
- NCIS : Enquêtes spéciales
- New York, police judiciaire
- Nikki
- Nip/Tuck
- Notre belle famille
- Out of Practice
- Parks and Recreation
- Pour un garçon
- Preuve à l'appui
- Primal
- Psych : Enquêteur malgré lui
- Quoi d'neuf Scooby-Doo ?
- Reboot
- Roseanne
- Sabrina
- Sabrina, l'apprentie sorcière
- Salut les frangins
- Scary Movie
- Seinfeld
- Sept à la maison
- Shrek
- Six Feet Under
- Smallville
- Small Soldiers
- Something So Right
- South Park
- Spider-Man
- Stargate Atlantis
- Sunset Beach
- Sydney Fox, l'aventurière
- The Bernie Mac Show
- The Street
- Troisième planète après le Soleil
- Thor
- Tout le monde aime Raymond
- Tremors
- Un toit pour trois
- Une nounou d'enfer
- Urgences
- Vampire Diaries
- Voilà !
- Washington Police
- Will et Grace
- X-Files

## Reboot
En août 2015, le réseau NBC, annonce travailler sur un reboot de la série, avec le créateur d’origine, Robert Tapert. En décembre, Javier Grillo-Marxuach a été engagé pour l'écriture du scénario.
En août 2017, NBC a finalement décidé de ne pas aller plus loin avec le reboot, mais ne ferme pas définitivement la porte à un retour de la série sous une autre forme.

## Dérivé de la série

### Jeux vidéo
- Xena: Warrior Princess 1999 PlayStation
- Xena: Warrior Princess - The Talisman of Fate 1999 Titus Software
- Xena: Warrior Princess 2000 Game Boy Color Titus Software.
- Xena: Warrior Princess 1999 PlayStation 2 seulement Electronic Arts.